# تنظيف الأسنان

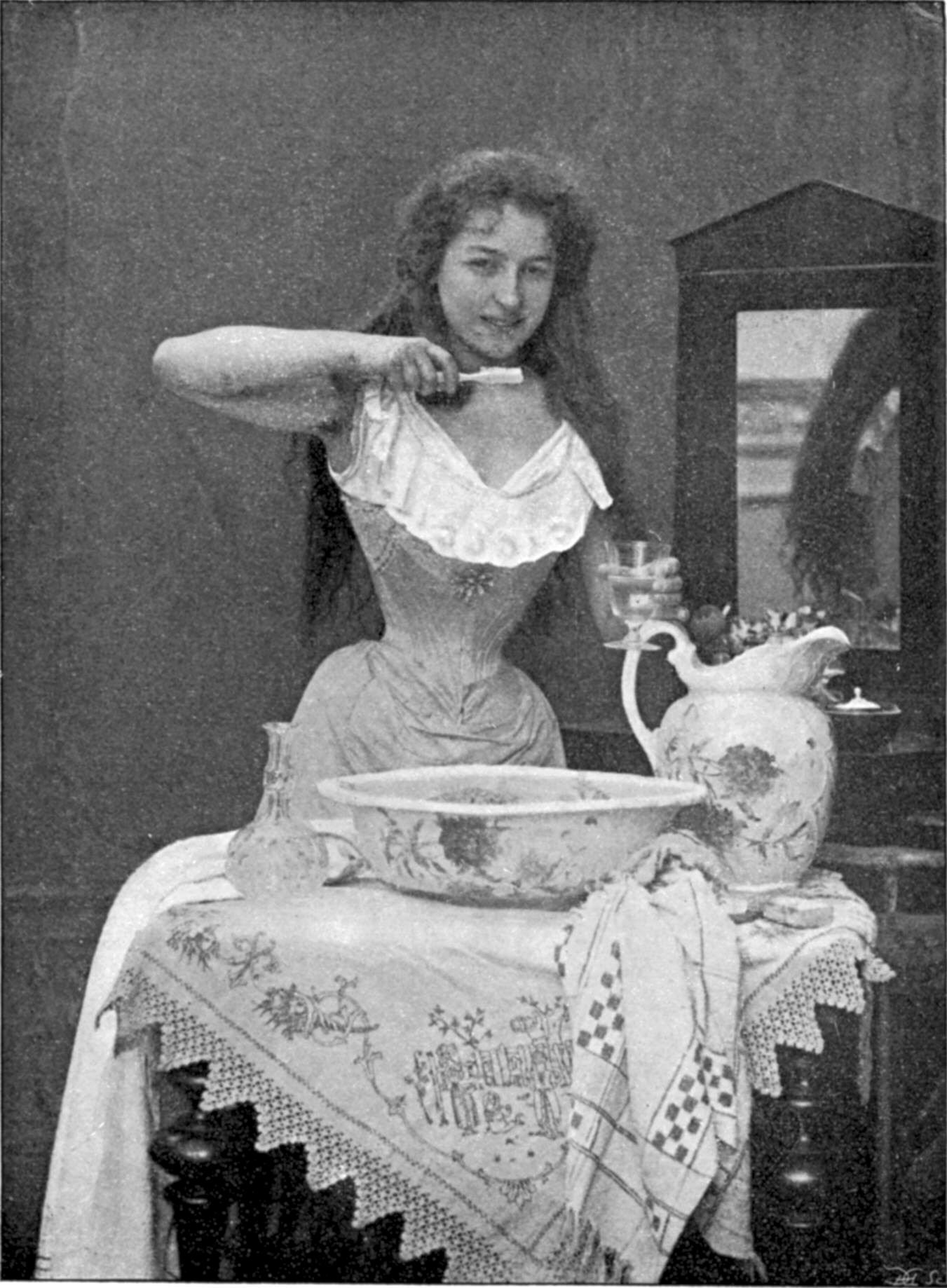

هي وسيلة لإزالة بقايا الطعام عن الأسنان عن طريق استخدام فرشاة الأسنان، المعجون، السواك، وخيط الأسنان.من المهم معرفة الطريقة الصحيحة لتنظيف الأسنان للوقاية من التهاب اللثة والتسوس.إن الاستخدام الخاطئ قد يؤدي أيضاً إلى إزالة الطبقة الخارجية من السن (الميناء) وإلى انحسار اللثة وبالتالي ظهور جزء من جذر السن مما يؤدي إلى ما يسمى بحساسية الأسنان.

## الأدوات اللازمة
- فرشاة ناعمة الشعر.
- معجون أسنان، يفضل أن يكون بالفلوريد.
- خيط الأسنان.
- غسول للفم إذا أردت.

## طريقة التنظيف
1. ثبت الفرشاة على خط اللثة بزاوية نحو السن مقدارها 45 درجة. حرك الفرشاة بلطف من اللثة إلى السن على السطح الخارجي.
2. بالنسبة للأسطح الداخلية للأسنان قم بإمالة الفرشاة رأسيا واتبع حركة رأسية رقيقة أيضاً من اللثة إلى السن بطرف الفرشاة.
3. ثبت الفراشة على السطح الطاحن من الأسنان وحركها إلى الأمام والخلف بلطف. نظف اللسان بتحريك الفرشاة من الخلف إلى الأمام لإزالة الرائحة التي تنتجها اللويحات الجرثومية.
4. إغسل اللسان بالفرشاة بحركة جامحة من الخلف إلى الأمام لإزالة بقايا الطعام وإنعاش فمك.

## كيف نختار فرشاة الأسنان
هناك:
1. الناعمة
2. المتوسطة
3. الخشنة

يفضل أطباء الأسنان استخدم الفرشاة الناعمة لأنها رقيقة على اللثة وأيضاً الشعيرات تكون لينة فتدخل بين الأسنان وتنظفها عكس الفرشاة الخشنة التي لا تصل إلى تلك الأماكن.
أما عن الأشكال، قديما كانت الشعيرات مستوى واحد إلى أن جاءت الشركات وقامت بالكثير من الأبحاث والتطورات لتتوصل إلى الفرشاة العصرية، التي تكون شعيراتها على عدة مستويات لتتناسب مع شكل السن.
يوصي أطباء الأسنان باستخدام الفرشاة مرتين على الأقل يومياً مع خيط الأسنان وتغييرها كل ثلاثة أشهر أو عندما تلاحظ أن الشعيرات بدأت في التلف. هناك فرش أسنان يدوية وكهربائية وعلى الرغم من وجود أدلة متضاربة حول أيهما أكثر فعالية، فإن معظم الأدلة تشير إلى فرشاة أسنان كهربائية ذات حركة تذبذبية أكثر فعالية من فرشاة الأسنان اليدوية. توصلت دراسة في 2014 إلى أن فرشاة الأسنان الكهربائية تقلل من اللويحة (plaque) والتهاب اللثة أكثر مقارنة بالفرشاة اليدوية. فبشكل عام، استخدام فرش الأسنان اليدوية والكهربائية فعالة، واختيار النوع يعتمد على التفضيل الشخصي وتحديد ما هو مناسب لكل شخص من حيث الاستخدام والتكلفة، والأهم هو الاستخدام المستمر.
لا تنسى:
 إذا أصابك البرد أو الإنفلونزا أن تغير الفرشاة.
 إذا كنت بالخارج ولا تستطيع تنظيف أسنانك بعد الطعام، قم بشراء علكة بدون سكر وقم بمضغها، فهي تساعد على إزالة بقايا الطعام وتزيد من اللعاب في الفم الذي يقوم بتنظيف الأسنان بخواصه العديدة. 
هل تتحسس الأسنان وتصبح مؤلمة بعد التبييض؟
نعم لكن بشكل مؤقت وتزول الأعراض بمجرد التوقف عن التبييض.
ما أفضل نوع تبييض في بلدي؟
هناك أنواع كثيرة لمادة التبييض وكلها جيدة، لكن السر كما قلت في تحديد الطريقة المناسبة لكل مريض.